# Калазета
Калазета (итал. Calasetta) је насеље у Италији у округу Карбонија-Иглесијас, региону Сардинија.
Према процени из 2011. у насељу је живело 2331 становника. Насеље се налази на надморској висини од 28 м.

## Становништво
| 1951. | 1961. | 1971. | 1981. | 1991. | 2001. | 2011. |
| ----- | ----- | ----- | ----- | ----- | ----- | ----- |
| 2.703 | 2.677 | 2.408 | 2.678 | 2.681 | 2.745 | 2.822 |